# SilverStone Technology
SilverStone Technology Co., Ltd é uma empresa sediada em Taiwan, que fabrica gabinetes de computador, fontes de alimentação e outros periféricos para computadores pessoais. A empresa SilverStone Technology Co., Ltd foi fundada em 2003.
A série de gabinetes SilverStone LASCALA são uma escolha popular para PCs Home Theater junto à fabricantes menores de gabinetes. Sua outra notável gama de cases são a série Temjin (gabinetes full-tower). Seus cases competem no mercado entusiasta com outros fabricantes de ponta, incluindo Antec, Cooler Master, Thermaltake, Lian Li, Corsair Memory e Zalman.
Silverstone têm uma gama de produtos que inclui  desde fontes de alimentação, à ventiladores e dissipadores de calor de CPUs.
Silverstone LASCALA têm sido elogiado por diversos sites de avaliação como sendo uma linha bem-pensada de cases HTPC.[carece de fontes?] A Revista Maximum PC usou uma caixa da SST (o Temjin 7) em seu Dream Machine de 2005. Além disso, o TJ09 Temjin foi escolhido novamente pela Maximum PC como gabinete principal na Dream Machine de 2006.

## Gabinetes
SilverStone produz uma gama de cases de computador para diversos usos. Cada um dos tipos de cases é geralmente sob um nome de modelo particular.
| Série     | Tipo                    | Notas                                             |
| --------- | ----------------------- | ------------------------------------------------- |
| Temjin    | Full-Tower / Entusiasta | Gabinete voltado para extrema performance         |
| Grandia   | Home theater            |                                                   |
| RAVEN     | Gaming / Entusiasta     |                                                   |
| Sugo      | Mid-Tower               |                                                   |
| Lascala   | Home theater            | Estilo clássico para PCs home theaters            |
| Kublai    | Full-Tower              | Semelhante à série Temjin mas sem recursos extras |
| Fortress  | Full-Tower              |                                                   |
| Precision | Full-Tower              | Concentra em estilo e design                      |
| Crown     | Home theater            | Para sistemas home theaters PCs                   |
| Milo      | Home theater            | Gabinete de pequeno porte para home theater PCs   |